# 烏尤尼山
20°0′S 66°35′W / 20.000°S 66.583°W
烏尤尼山（Mount Uyuni），是玻利維亞的山峰，位於該國西南部波托西省，屬於安第斯山脈的一部分，處於新蒙多火山和孔多爾丘庫尼亞山西南面，海拔高度約5,084米。